# Doniéber Alexander Marangon
Doniéber Alexander Marangon, conosciuto come Doni (Jundiaí, 22 ottobre 1979), è un imprenditore ed ex calciatore brasiliano, di ruolo portiere.

## Biografia
È in possesso della cittadinanza italiana grazie a una nonna originaria di Mantova, mentre il cognome Marangon ha radici venete.
Approcciatosi al calcio dopo trascorsi nella pallamano, in seguito al ritiro dall'agonismo ha aperto assieme al connazionale Fábio Simplício due parchi divertimento in Brasile, uno a San Paolo e uno a Campinas. Stabilitosi a Orlando, oltre ad avere un cantiere edile con la sua D32 Enternteiment (dal numero di maglia che indossava) gestisce numerosi immobili.

## Carriera

### Club

#### Gli inizi in Brasile
Compiuto l'esordio professionistico nel 1999 con il Botafogo di Ribeirão Preto, nel 2001 si trasferì al Corinthians contro cui aveva perso la finale del campionato statale: difese quindi i colori di Cruzeiro e Juventude, venendo poi acquistato dalla Roma nell'estate 2005.

#### Roma
Secondo portiere straniero della storia giallorossa dopo l'austriaco Michael Konsel, esordisce in Serie A partendo da titolare nel derby capitolino del 23 ottobre 2005 in cui subisce da Rocchi il gol del definitivo pareggio: ben presto capace di contendere a Curci una maglia, viene utilizzato da Spalletti nelle finali di Coppa Italia e Supercoppa italiana che la sua squadra perde con l'Inter.

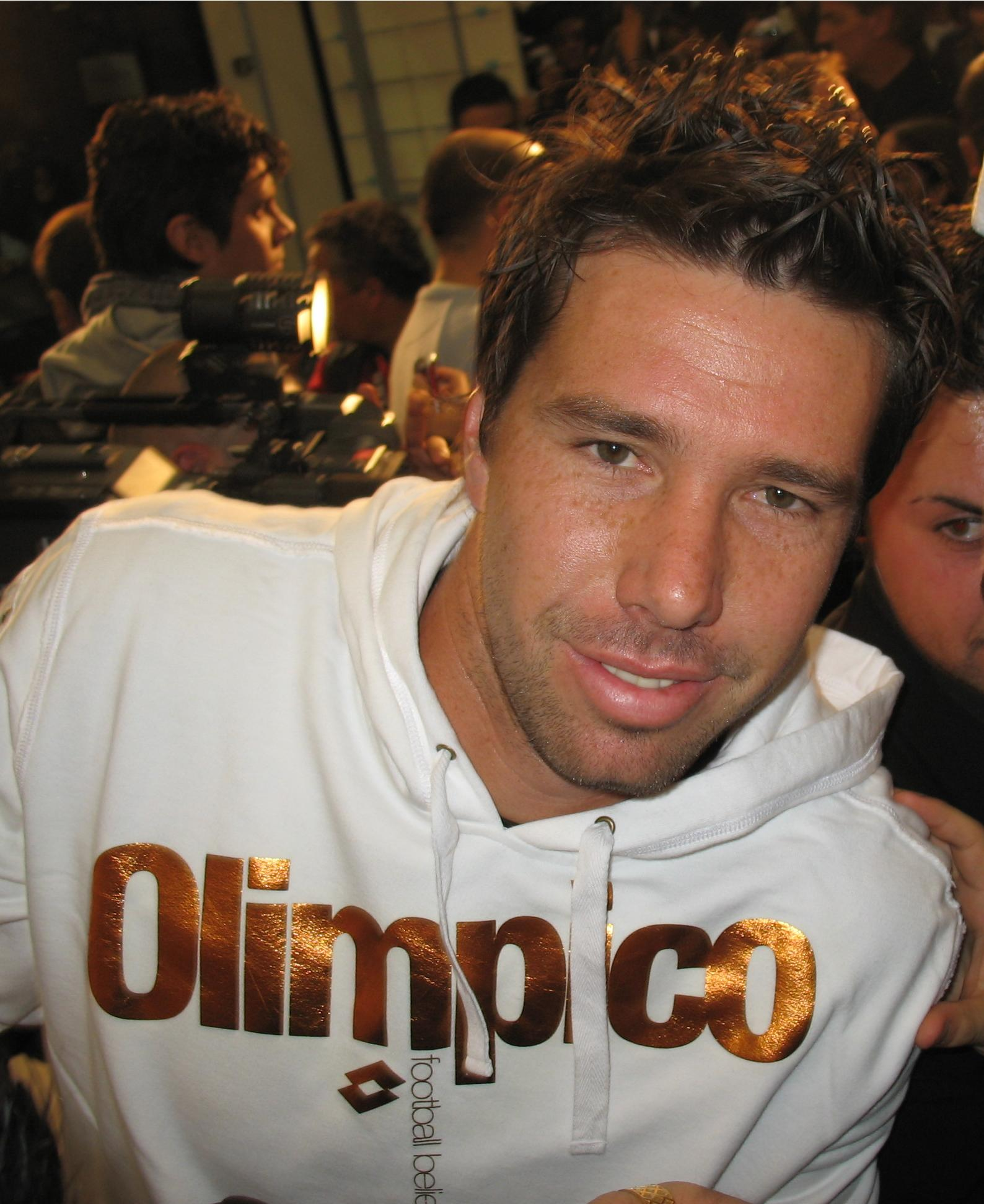
Doni nel 2007

Affermatosi come prima scelta a protezione dei pali durante il campionato 2006-07, consegue i primi trofei allorché la formazione romana si impone contro i succitati nerazzurri sia in coppa nazionale che nella Supercoppa di lega: nel torneo 2007-08 disputa 37 delle 38 gare in programma, con l'unica mancata convocazione riguardante il derby del Sole giocatosi il 20 ottobre 2007 per la recente chiamata in Nazionale.
Il 24 maggio 2008 contribuisce alla riuscita difesa del titolo in coppa, mentre nell'appuntamento in Supercoppa che dà il via all'annata 2008-09 neutralizza un rigore di Stanković durante la lotteria finale senza però evitare la vittoria interista.
Schierato con regolarità in campionato malgrado l'aggravarsi di problemi al ginocchio, dopo la stracittadina dell'11 aprile 2009 — nella quale incassa un poker di reti dai biancocelesti — è costretto all'operazione chirurgica: il rientro in campo avviene nell'ottobre seguente, quando fa parte dell'undici iniziale contro il Milan a San Siro. Scalzato nelle gerarchie dal connazionale Júlio Sérgio, l'inasprirsi dei rapporti con l'allenatore Ranieri ne limita le apparizioni sul terreno di gioco: a concedergi un maggior minutaggio è Vincenzo Montella, subentrato in panchina nel febbraio 2011.

#### Liverpool, Botafogo e ritiro
Ingaggiato dal Liverpool nell'estate 2011 dopo la risoluzione del contratto coi capitolini, funge da riserva per lo spagnolo Pepe Reina vincendo dalla panchina la Carling Cup 2011-12.
Colpito da arresto cardiaco nel luglio 2012 durante l'effettuazione dei test medici, nell'agosto 2013 decide di porre fine alla carriera dopo che il persistere dell'aritmia (già diagnosticata anni addietro) ne aveva ritardato l'idoneità alla pratica sportiva: in seguito alla rescissione con gli inglesi, l'estremo difensore aveva fatto ritorno in Brasile ad inizio 2013 con l'intenzione di vestire nuovamente la casacca del Botafogo.

### Nazionale
Attirato l'interesse del commissario tecnico Dunga grazie alle prestazioni fornite a Roma, esordisce in verdeoro il 5 giugno 2007 mantenendo la porta inviolata nell'amichevole contro la Turchia: è quindi titolare in occasione della Copa América vinta dai brasiliani, distinguendosi nella semifinale contro l'Uruguay coi rigori parati a Lugano e Forlán.
Scarsamente preso in considerazione nel periodo seguente anche per la concorrenza di Júlio César, figura nella lista dei convocati per i Mondiali 2010 senza ottenere presenze.

## Statistiche

### Presenze e reti nei club
| Stagione           | Squadra            | Campionato         | Campionato | Campionato | Coppe nazionali | Coppe nazionali | Coppe nazionali | Coppe continentali | Coppe continentali | Coppe continentali | Altre coppe | Altre coppe | Altre coppe | Totale | Totale |
| Stagione           | Squadra            | Comp               | Pres       | Reti       | Comp            | Pres            | Reti            | Comp               | Pres               | Reti               | Comp        | Pres        | Reti        | Pres   | Reti   |
| ------------------ | ------------------ | ------------------ | ---------- | ---------- | --------------- | --------------- | --------------- | ------------------ | ------------------ | ------------------ | ----------- | ----------- | ----------- | ------ | ------ |
| 1999               | Botafogo FC        | A                  | 0          | 0          | CB              | ?               | ?               | -                  | -                  | -                  | -           | -           | -           | ?      | ?      |
| 2000               | Botafogo FC        | CJH                | 0          | 0          | CB              | ?               | ?               | -                  | -                  | -                  | -           | -           | -           | ?      | ?      |
| 2001               | Corinthians        | A                  | 9          | ?          | CB              | ?               | ?               | -                  | -                  | -                  | -           | -           | -           | 9+     | ?      |
| 2002               | Corinthians        | A                  | 24         | ?          | CB              | ?               | ?               | -                  | -                  | -                  | -           | -           | -           | 24+    | ?      |
| 2003               | Corinthians        | A                  | 26         | ?          | CB              | ?               | ?               | CL                 | 2+                 | ?                  | -           | -           | -           | 28+    | ?      |
| Totale Corinthians | Totale Corinthians | Totale Corinthians | 59         | ?          |                 | ?               | ?               |                    | 2+                 | ?                  |             | -           | -           | 61+    | ?      |
| 2004-lug. 2004     | Santos             | A                  | 0          | 0          | CB              | ?               | ?               | CL                 | 5+                 | ?                  | -           | -           | -           | 5+     | 0      |
| lug. 2004          | Cruzeiro           | A                  | 6          | ?          | CB              | ?               | ?               | -                  | -                  | -                  | -           | -           | -           | 6+     | ?      |
| 2005               | Juventude          | A                  | 22         | ?          | CB              | ?               | ?               | CS                 | 1                  | -3                 | -           | -           | -           | 23+    | -3+    |
| 2005-2006          | Roma               | A                  | 28         | -29        | CI              | 3               | -4              | CU                 | 2                  | -1                 | -           | -           | -           | 33     | -34    |
| 2006-2007          | Roma               | A                  | 32         | -25        | CI              | 2               | -4              | UCL                | 10                 | -12                | SI          | 1           | -4          | 45     | -45    |
| 2007-2008          | Roma               | A                  | 37         | -33        | CI              | 3               | -1              | UCL                | 9                  | -10                | SI          | 1           | 0           | 50     | -44    |
| 2008-2009          | Roma               | A                  | 29         | -43        | CI              | 0               | 0               | UCL                | 8                  | -7                 | SI          | 1           | -2          | 38     | - 52   |
| 2009-2010          | Roma               | A                  | 7          | -8         | CI              | 3               | -1              | UEL                | 4                  | -8                 | -           | -           | -           | 14     | -17    |
| 2010-2011          | Roma               | A                  | 16         | -17        | CI              | 2               | -2              | UCL                | 2                  | -6                 | SI          | 0           | 0           | 20     | -25    |
| Totale Roma        | Totale Roma        | Totale Roma        | 149        | -155       |                 | 13              | -12             |                    | 35                 | -44                |             | 3           | -6          | 200    | -217   |
| 2011-2012          | Liverpool          | PL                 | 4          | -3         | FACup+CdL       | 0               | 0               | -                  | -                  | -                  | -           | -           | -           | 4      | -3     |
| 2012-2013          | Liverpool          | PL                 | 0          | 0          | FACup+CdL       | -               | -               | -                  | -                  | -                  | -           | -           | -           | 0      | 0      |
| Totale Liverpool   | Totale Liverpool   | Totale Liverpool   | 4          | -3         |                 | 0               | 0               |                    | -                  | -                  |             | -           | -           | 4      | -3     |
| 2013               | Botafogo FC        | A1/SP              | 0          | 0          | -               | -               | -               | -                  | -                  | -                  | -           | -           | -           | 0      | 0      |
| Totale Botafogo FC | Totale Botafogo FC | Totale Botafogo FC | 0          | 0          |                 | ?               | ?               |                    | -                  | -                  |             | -           | -           | ?      | ?      |
| Totale carriera    | Totale carriera    | Totale carriera    | 240        | -158+      |                 | 13+             | -12+            |                    | 43+                | -47+               |             | 3           | -6          | 299+   | -223+  |

### Cronologia presenze e reti in Nazionale
| Cronologia completa delle presenze e delle reti in nazionale ― Brasile | Cronologia completa delle presenze e delle reti in nazionale ― Brasile | Cronologia completa delle presenze e delle reti in nazionale ― Brasile | Cronologia completa delle presenze e delle reti in nazionale ― Brasile | Cronologia completa delle presenze e delle reti in nazionale ― Brasile | Cronologia completa delle presenze e delle reti in nazionale ― Brasile | Cronologia completa delle presenze e delle reti in nazionale ― Brasile | Cronologia completa delle presenze e delle reti in nazionale ― Brasile |
| Data                                                                   | Città                                                                  | In casa                                                                | Risultato                                                              | Ospiti                                                                 | Competizione                                                           | Reti                                                                   | Note                                                                   |
| ---------------------------------------------------------------------- | ---------------------------------------------------------------------- | ---------------------------------------------------------------------- | ---------------------------------------------------------------------- | ---------------------------------------------------------------------- | ---------------------------------------------------------------------- | ---------------------------------------------------------------------- | ---------------------------------------------------------------------- |
| 5-6-2007                                                               | Dortmund                                                               | Turchia                                                                | 0 – 0                                                                  | Brasile                                                                | Amichevole                                                             | -                                                                      |                                                                        |
| 27-6-2007                                                              | Puerto Ordaz                                                           | Brasile                                                                | 0 – 2                                                                  | Messico                                                                | Coppa America 2007 - 1º turno                                          | -2                                                                     |                                                                        |
| 1-7-2007                                                               | Maturín                                                                | Cile                                                                   | 0 – 3                                                                  | Brasile                                                                | Coppa America 2007 - 1º turno                                          | -                                                                      |                                                                        |
| 4-7-2007                                                               | Puerto La Cruz                                                         | Ecuador                                                                | 0 – 1                                                                  | Brasile                                                                | Coppa America 2007 - 1º turno                                          | -                                                                      |                                                                        |
| 7-7-2007                                                               | Puerto La Cruz                                                         | Cile                                                                   | 1 – 6                                                                  | Brasile                                                                | Coppa America 2007 - Quarti di finale                                  | -1                                                                     |                                                                        |
| 10-7-2007                                                              | Maracaibo                                                              | Uruguay                                                                | 2 – 2 dts (4 – 5 dtr)                                                  | Brasile                                                                | Coppa America 2007 - Semifinale                                        | -2                                                                     |                                                                        |
| 15-7-2007                                                              | Maracaibo                                                              | Argentina                                                              | 0 – 3                                                                  | Brasile                                                                | Coppa America 2007 - Finale                                            | -                                                                      | 51’                                                                    |
| 22-8-2007                                                              | Montpellier                                                            | Algeria                                                                | 0 – 2                                                                  | Brasile                                                                | Amichevole                                                             | -                                                                      | 46’                                                                    |
| 9-9-2007                                                               | Chicago                                                                | Stati Uniti                                                            | 2 – 4                                                                  | Brasile                                                                | Amichevole                                                             | -2                                                                     |                                                                        |
| 6-6-2008                                                               | Boston                                                                 | Brasile                                                                | 0 – 2                                                                  | Venezuela                                                              | Amichevole                                                             | -2                                                                     |                                                                        |
| Totale                                                                 |                                                                        | Presenze                                                               | 10                                                                     |                                                                        | Reti                                                                   | -9                                                                     |                                                                        |

## Palmarès

### Club

#### Competizioni statali
- Campionato paulista: 2

Corinthians: 2001, 2003
- Torneo Rio-San Paolo: 1

Corinthians: 2002

#### Competizioni nazionali
- Coppa del Brasile: 1

Corinthians: 2002
- Coppa Italia: 2

Roma: 2006-2007, 2007-2008
- Supercoppa italiana: 1

Roma: 2007
- Coppa di Lega inglese: 1

Liverpool: 2011-2012

### Nazionale
- Coppa America: 1

2007